# 1788 год в музыке

## Произведения
- Вольфганг Амадей Моцарт:
  - Симфония № 39 Es-dur
  - Симфония № 40 g-moll — самая популярная из симфоний В. А. Моцарта
  - Симфония № 41 C-dur («Юпитер»)
- Евстигней Иванович Фомин:
  - Опера «Американцы» — поставлена только в 1800 году.
- Джузеппе Монета:
  - Кантата «Уран» — написана на свадьбу императора Франца II.

## Скончались
- 5 января — Иоганн Шнайдер, немецкий органист, скрипач и композитор (род. в 1702).
- 17 марта — Чарльз Уэсли, младший брат основателя методизма Джона Уэсли, автор более 5500 гимнов (родился 18 декабря 1707).
- 15 апреля — Джузеппе Бонно — итальянский композитор.
- 14 июля — Иоганн Готфрид Мютель (нем. Johann Gottfried Müthel), виртуоз клавишных и композитор (родился 17 января 1728).
- 14 декабря — Карл Филипп Эммануил Бах — немецкий композитор, второй сын И. С. Баха.